# La calle del olvido
La Calle del Olvido, publicado en 1989, fue el sexto álbum del grupo de Pop Español Los Secretos.

## Lista de canciones
| N.º | Título                            | Escritor(es)                                | Duración |  |
| 1.  | «No Seré Yo»                      | Álvaro Urquijo / Enrique Urquijo            | 3:31     |  |
| 2.  | «Qué Solo Estás»                  | Álvaro Urquijo / Enrique Urquijo            | 4:06     |  |
| 3.  | «Nuevo Color»                     | José María Granados                         | 4:14     |  |
| 4.  | «Soy Como Dos»                    | Álvaro Urquijo / Enrique Urquijo            | 3:13     |  |
| 5.  | «La Calle del Olvido»             | Enrique Urquijo                             | 3:45     |  |
| 6.  | «Culpable»                        | Enrique Urquijo                             | 4:59     |  |
| 7.  | «Todo Ha Sido un Juego»           | Eduardo Laguillo / José Pablo López de Jara | 2:49     |  |
| 8.  | «No Vuelvas Nunca Más»            | Álvaro Urquijo                              | 5:34     |  |
| 9.  | «No Es Amor»                      | Enrique Urquijo                             | 3:18     |  |
| 10. | «Volviendo a Casa (instrumental)» | Álvaro Urquijo                              | 2:34     |  |